# Привокзальна площа (Херсон)
Привокзальна площа — площа, розташована у Центральному районі Херсона. Утворена після Другої світової війни. Приміщення залізничного вокзалу побудовано у 1907 році, а у жовтні 1907 року відкрито залізничне сполучення з Миколаєвом.
З 1960 року перший маршрут тролейбуса з'єднав місто з Привокзальною площею.